# 1112-es mellékút (Magyarország)
Az 1112-es számú mellékút egy rövid, körülbelül 3,2 kilométer hosszú mellékút Pest vármegyében, Szentendre és Pomáz közigazgatási területén.

## Nyomvonala

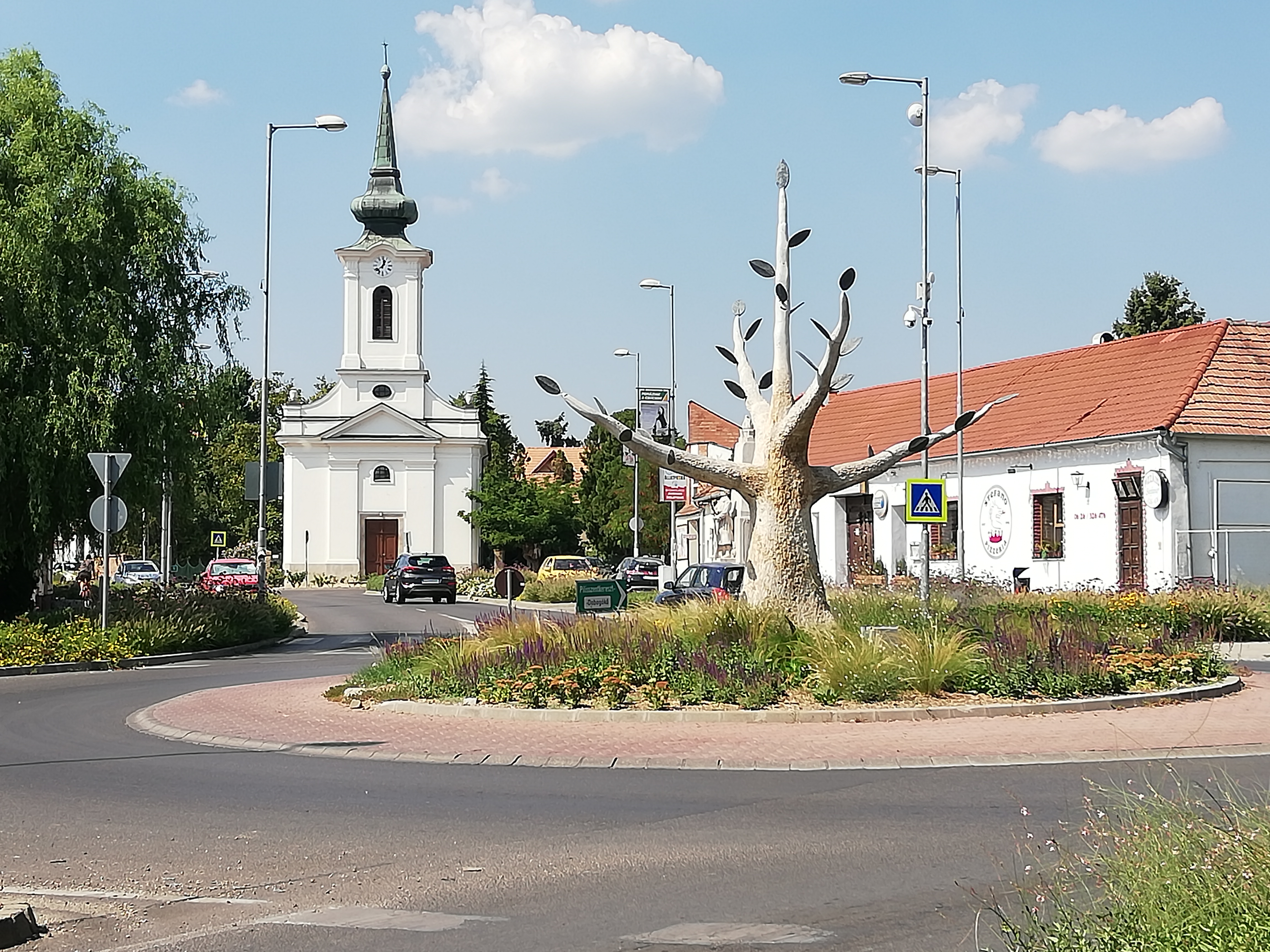
Ebben a körforgalomban ér véget az út Pomáz központjában (kb. 4 óra irányánál becsatlakozva)

Szentendre központjától délre, nyugati irányban ágazik ki a 11-es útból, annak a 17+300-as kilométerszelvénye közelében; települési neve itt Dobogókői út. Nagyjából fél kilométer után lép át Pomáz területére. 2 kilométer után keresztezi a Dera-patakot, majd mintegy 400 méter után mellé érnek a H5-ös HÉV (szentendrei HÉV) vágányai. Mintegy 300 métert egymás mellett haladnak, majd a vágányok délnek fordulnak és keresztezik a továbbra is nyugat felé tartó utat. Ez utóbbi Pomáz városközpontjában ér véget, Mártírok útja néven, körforgalmú csomópontban csatlakozva az 1111-es útba, pár méterrel annak 5. kilométere előtt.
Teljes hossza, az országos közutak térképes nyilvántartását szolgáló kira.gov.hu adatbázisa szerint 3,216 kilométer.